# Seleção Gibraltina de Futebol
A Seleção Gibraltina de Futebol representa Gibraltar nas competições de futebol. Existe desde 1923, mas realizou sua primeira partida apenas sessenta anos depois.
O seu maior êxito no futebol resume-se aos Jogos das Ilhas, que venceu em 2007.
Após filiar-se à UEFA em maio de 2013, fez sua primeira partida no dia 19 de novembro do mesmo ano.
Tornou-se membro da FIFA em 13 de maio de 2016, tendo sido integrada no apuramento para a Copa do Mundo FIFA de 2018. Em 25 de março de 2018,venceu a seleção da Letônia por 1 a 0.

## História
Em 1993, fez sua primeira partida oficial, contra a Seleção de Jersey, perdendo por 2 a 1. A maior vitória dos Giblets veio dez anos depois: um 19 a 0 frente à Seleção de Sark. Já a maior derrota de Gibraltar ocorreu em 18 de novembro de 2023 para a França por 14 a 0, nas eliminatórias para o Campeonato Europeu de Futebol de 2024.

### Busca por aceitação
Após rejeições por parte da Espanha e de setores da FIFA e da UEFA em relação à filiação de Gibraltar, a Corte Arbitral do Esporte exigiu, em 2006, a entrada do território aos dois órgãos. Em 8 de dezembro, a UEFA aceitou a inclusão de Gibraltar como membro provisório, mas a medida foi rejeitada por 48 votos contra e apenas três a favor, uma vez que a Associação de Futebol de Gibraltar não reunia os requisitos estatutários, com o pedido de filiação negado, Gibraltar se contentou apenas a disputar amistosos.
Em 2006, Gibraltar foi convidado para a disputa da FIFI Wild Cup, torneio disputado por seleções não reconhecidas pela FIFA, ficando na terceira colocação.

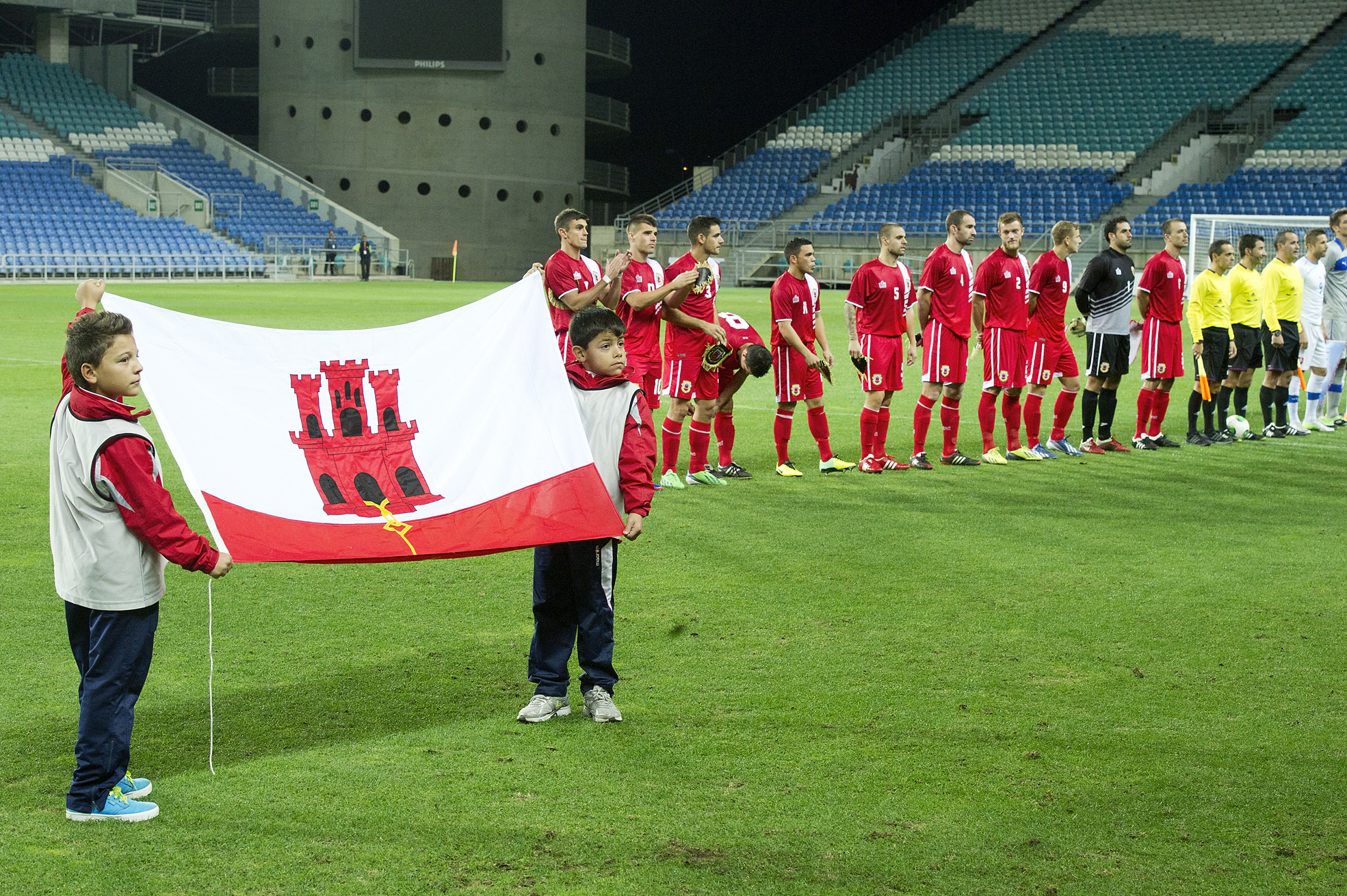
A selecção nacional de Gibraltar alinhando em sua primeira partida oficial em 2013

Depois de ter sua filiação negada em 2006, a UEFA admitiu Gibraltar como membro provisório do órgão máximo do futebol europeu em outubro de 2012, com planos de o território pleitear sua entrada como integrante pleno já em 2013. Mesmo assim, o governo espanhol declarou que continuará se opondo às tentativas de independência do território. Em maio de 2013, Gibraltar foi aceito como membro pleno da UEFA. Sete meses depois em 19 de novembro de 2013,realizou a sua primeira partida oficial contra a seleção da Eslováquia, o jogo foi realizado no Estádio do Algarve em Portugal, e terminou 0 x 0. Desde então, todos os seus jogos oficiais são realizados no Estádio. Em 24 de fevereiro de 2014, Gibraltar foi sorteado no Grupo D para as qualificatórias do Campeonato Europeu de Futebol de 2016, ao lado da Alemanha, Polônia, Georgia, Irlanda e Escócia. Inicialmente, Gibraltar caiu no mesmo grupo da Espanha para esse torneio. Anteriormente, existia uma regra no regulamento do sorteio em que Gibraltar e a Espanha não poderiam cair no mesmo grupo devido a questões geopolíticas e Gibraltar foi transferido para outro grupo. Esta foi a primeira vez que participou de uma competição oficial europeia.
Em junho de 2014, Gibraltar conquistou a sua primeira vitória em um torneio sob a chancela da UEFA, ao ganhar de 1 a 0 de Malta,com um gol de Kyle Casciaro.

### Eliminatórias para a Euro-2016
Com a aprovação da sua entrada na UEFA, Gibraltar estreou em torneios oficiais na Qualificações para Eurocopa de 2016. A primeira partida oficial de Gibraltar foi contra a Polônia. Esta partida terminou em 7 a 0 para os poloneses.

### Primeira vitória oficial pela FIFA
O dia 28 de março de 2018 ficará para sempre registrado nas memórias gibraltinas, pois foi o dia histórico em que a seleção conseguiu a sua primeira vitória desde que pertence à FIFA. Com gol de Liam Walker, no minuto 88 (43' do 2º tempo), a seleção venceu a Letônia.
Desde que a seleção de Gibraltar entrou na FIFA, ainda não tinha conseguido qualquer vitória,  até o jogo contra a Letônia. Com pequenas conquistas, como o primeiro gol no jogo que deu a vitória por 6 a 1 para a Escócia, e o primeiro empate na partida 0 a 0 contra a fraca seleção de Liechtenstein.

## A primeira vitória em jogos oficiais
Em 13 de outubro de 2018, Gibraltar conquistou sua primeira vitória em partidas oficiais após derrotar a Armênia por 1 a 0, pela terceira rodada da Liga das Nações da UEFA D. O gol foi do lateral Joseph Chipolina, aos quatro minutos da segunda etapa.

## Desempenho nos Jogos das Ilhas
| Ano                | Fase         | Posição  | Gols pró | Vitórias | Empates | Derrotas | Gols contra | Saldo de gols |
| ------------------ | ------------ | -------- | -------- | -------- | ------- | -------- | ----------- | ------------- |
| Ilha de Wight 1993 | 3º lugar     | 8        | 4        | 0        | 0       | 4        | 1           | 9             |
| 1995               | Vice-campeão | 2        | 5        | 4        | 0       | 1        | 5           | 3             |
| 1997               | 5º lugar     | 6        | 5        | 2        | 0       | 3        | 13          | 8             |
| Gotland 1999       | 11º lugar    | 11       | 4        | 1        | 0       | 3        | 9           | 11            |
| 2001               | 5º lugar     | 5        | 4        | 3        | 0       | 1        | 7           | 2             |
| 2003               | 5º lugar     | 6        | 5        | 3        | 0       | 2        | 29          | 5             |
| Rhodes 2007        | Campeões     | 1        | 4        | 3        | 1       | 0        | 9           | 2             |
| 2009               | 9º lugar     | 9        | 4        | 2        | 1       | 1        | 12          | 3             |
| Ilha de Wight 2011 | 5º lugar     | 5        | 3        | 2        | 0       | 1        | 14          | 7             |
| Total              | 8/11         | 1 título | 38       | 20       | 2       | 16       | 99          | 50            |

## Jogadores famosos
- Danny Higginbotham
- Joseph Chipolina
- Roy Chipolina
- Liam Walker
- João Favalli
- Lee Casciaro
- Leo Maia

## Estádio

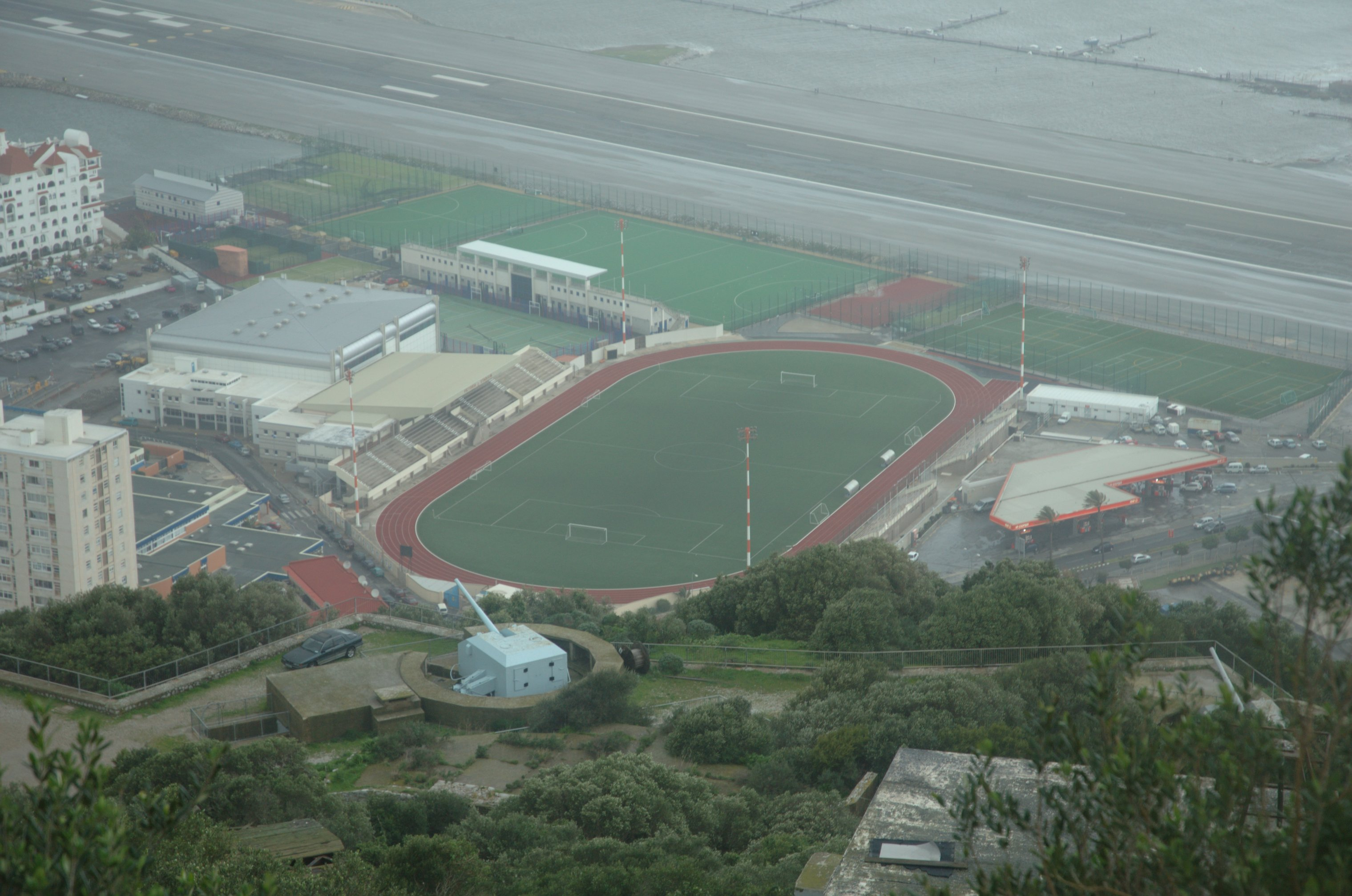
Estádio Vitória
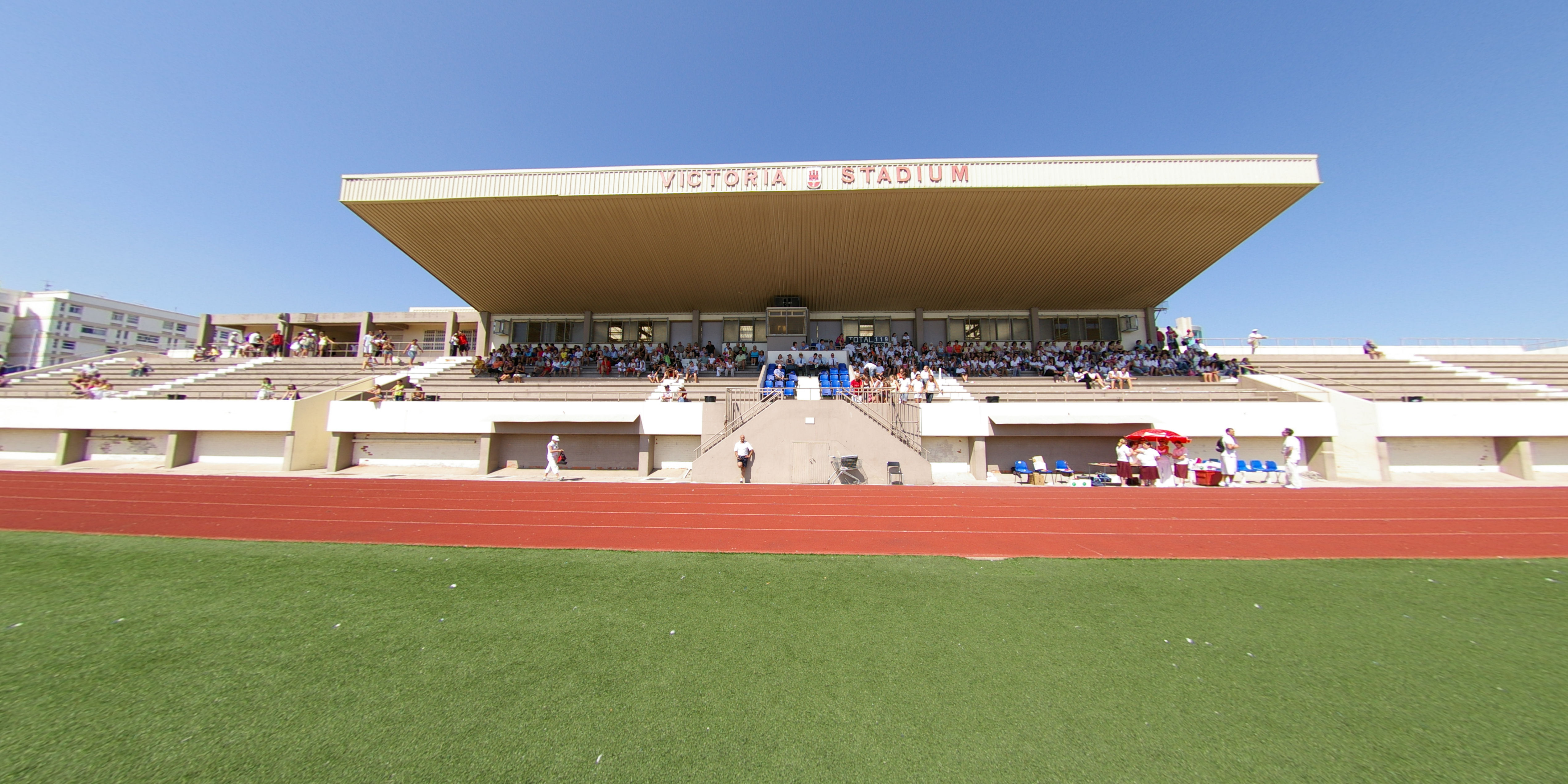
Bancada principal
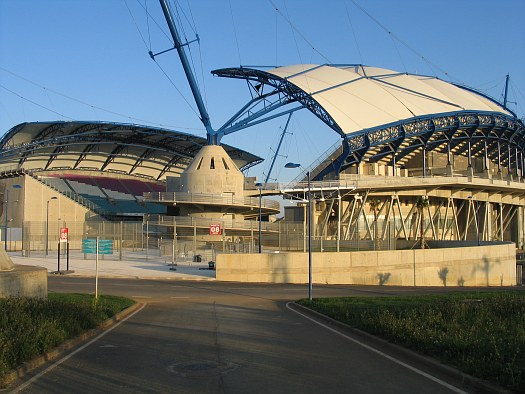
Estádio Algarve, em Portugal
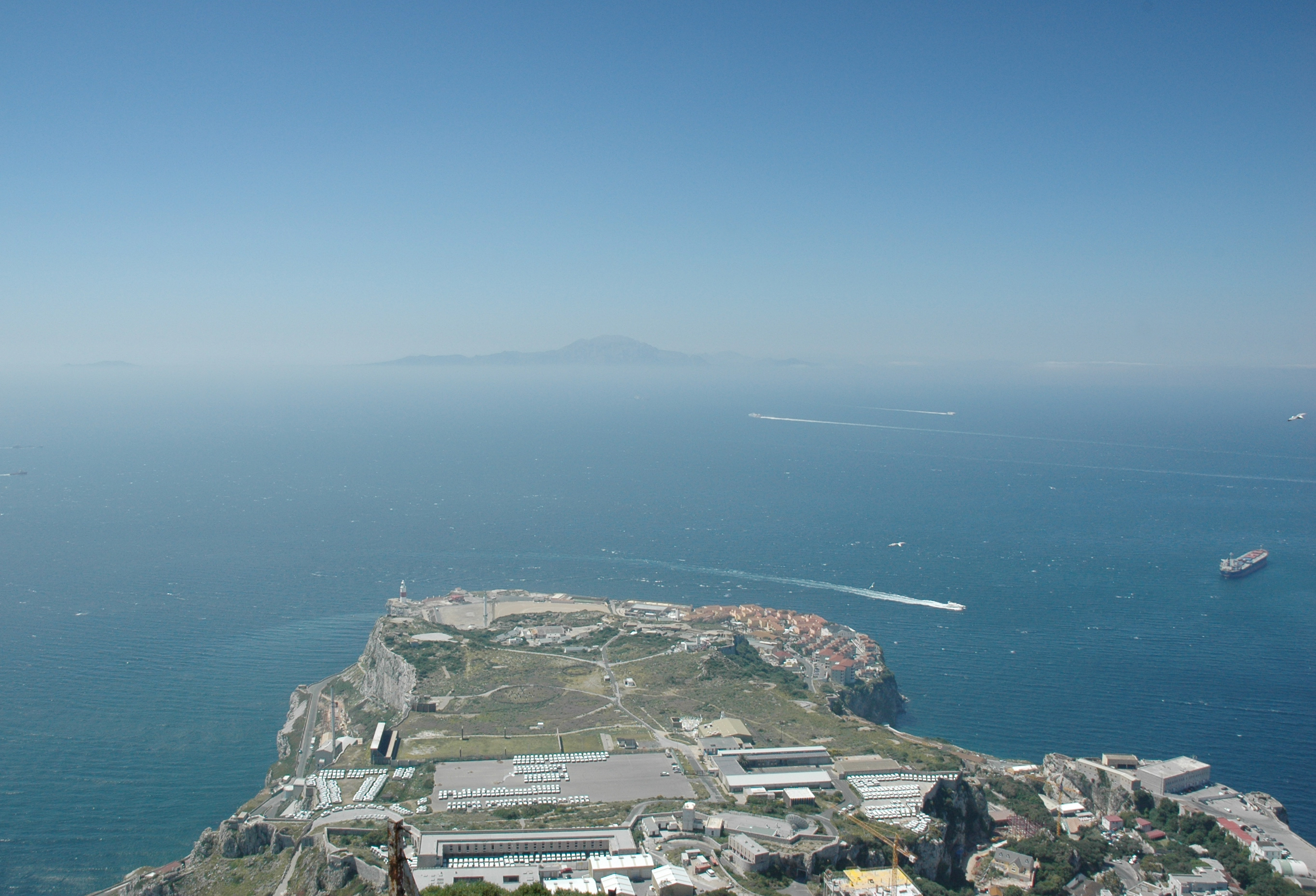
Ponta da Europa, local aonde existe a proposta de se construir o Estádio Ponta da Europa